# جيوفاني سيفيريني
جيوفاني سيفيريني (بالإيطالية: Giovanni Severini)‏ مواليد 23 أبريل 1993 في ماشيراتا، إيطاليا، هو لاعب كرة سلة إيطالي بدأ مسيرته الاحترافية في سنة 2009 يلعب في ليغا باسكيت الدرجة الأولى مع فريق فليتشي سكاندوني ويحمل الرقم 19.

## روابط خارجية
- جيوفاني سيفيريني على موقع الاتحاد الدولي لكرة السلة (الإنجليزية)
- جيوفاني سيفيريني على موقع كرة السلة الأوروبية.كوم (الإنجليزية)
- جيوفاني سيفيريني على موقع DraftExpress.com (الإنجليزية)
- جيوفاني سيفيريني على موقع ريلجم (الإنجليزية)
- جيوفاني سيفيريني على موقع بروبوليرز (الإنجليزية)
- جيوفاني سيفيريني على موقع سبورتس رفرنس (الإنجليزية)